# Cons-la-Grandville

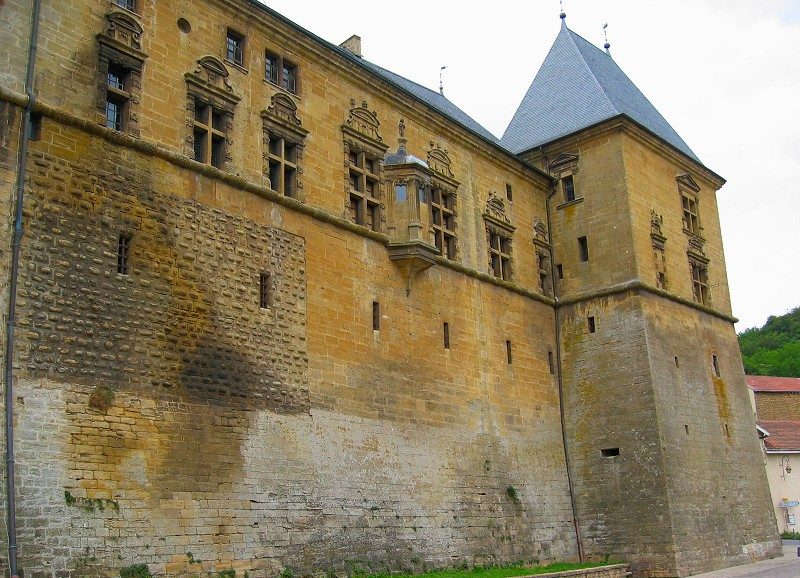
Lâu đài Cons-la-Grandville

 Cons-la-Grandville  là một xã của tỉnh Meurthe-et-Moselle, thuộc vùng Grand Est, đông bắc nước Pháp. Xã này nằm ở khu vực có độ cao trung bình 249 mét trên mực nước biển.
Lâu đài Cons-la-Grandville nằm ở giữa xã này.